# Lèuctron (Arcàdia)
Lèuctron (en grec antic: Λεῦκτρον, en Xenofont i Pausànies) o Leuctra (Λεῦκτρα, en Tucídides, Plutarc i Solí) fou una fortalesa d'Arcàdia situada al districte d'Egis, a la frontera amb Lacònia.
Originàriament, era una vila dels egites, però posteriorment fou annexada pels lacedemonis. Pel pas de Lèuctron va passar Epaminondes cap a Esparta en la seva primera invasió, diu Tucídides. L'any 371 aC, segons Pausànies, es va separar d'Esparta, i va ser agregada a la ciutat de Megalòpolis, la nova capital confederal d'Arcàdia. Xenofont l'associa amb el territori de la ciutat de Màlea.